# القول البديع في الصلاة على الحبيب الشفيع
القول البديع في الصلاة على الحبيب الشفيع هو كتاب عن فضل الصلاة على النبي محمد ﷺ، ألفه شمس الدين السخاوي (831-902) ورتبه على مقدمة وخمسة أبواب وخاتمة:

## محتوى الكتاب
1. المقدمة : تحتوي تعريف الصلاة لغة واصطلاحا، وحكمها ومحلها والمقصود بها، وختمها السخاوي بنبذة من فوائد الآية الشريفة التي هي أصل الباب.
2. الأبواب : يحتوي الكتاب على خمسة أبواب :

- الباب الأول : في الأمر بالصلاة على رسول الله وكيفية ذلك على اختلاف أنواعه، والأمر بتحسين الصلاة عليه والترغيب في حضور المجالس التي يصلى فيها عليه، وأن علامة أهل السنة الإكثار منها وأن الملائكة تصلي عليه على الدوام، وختمه بفائدة حسنة في أفضل الكيفيات في الصلاة عليه.
- الباب الثاني : جاء في نوايا الصلاة على رسول الله .
- الباب الثالث : في التحذير من ترك الصلاة عليه عندما يذكر بالدعاء، والإبعاد والأخبار له بحصول الشقا ونسيان طريق الجنة ودخول النار والوصف بالجفاء، وأنه أبخل الناس والتنفير من ترك الصلاة عليه لمن جلس مجلسا، وأن من لم يصل عليه لا دين له وغير ذلك.
- الباب الرابع : في تبليغه سلام من يسلم عليه.
- الباب الخامس : جاء في الصلاة عليه في أوقات مخصوصة كالفراغ من الوضوء، وفي الصلاة، وعند إقامتها وعقبها وتأكد ذلك بعد صلاة الصبح والمغرب، وفي التشهد والقنوت وعند القيام للتهجد، وعند المرور بالمساجد ودخولها والخروج منها.

1. الخاتمة : في جواز العمل بالحديث الضعيف في فضائل الأعمال وما يشترك في ذلك، وفيها أمور مهمة، ثم سرد أسماء الكتب المصنفة في هذا الباب مبينا ما وقف عليه منها ثم ذكر أسماء الكتب التي رجع إليها في تأليف كتابه.